# Bogoria raciborskii
Bogoria raciborskii är en orkidéart som beskrevs av Johannes Jacobus Smith. Bogoria raciborskii ingår i släktet Bogoria och familjen orkidéer. Inga underarter finns listade i Catalogue of Life.